# Biton ovambicus
Biton ovambicus är en spindeldjursart som först beskrevs av Lawrence 1927.  Biton ovambicus ingår i släktet Biton och familjen Daesiidae. Inga underarter finns listade.